# Issoria gemmata
Issoria gemmata är en fjärilsart som beskrevs av Butler 1881. Issoria gemmata ingår i släktet Issoria och familjen praktfjärilar. Inga underarter finns listade i Catalogue of Life.